# Sarcosine
Sarcosine is een aminozuur dat voorkomt in spieren en andere weefsels van het lichaam. Het is ook een van de stoffen die gevormd worden tijdens het metabolisme van choline tot glycine. Het kan gesynthetiseerd worden uit chloorazijnzuur en methylamine.
De stof werd voor het eerst geïsoleerd en benoemd in 1847 door de Duitse scheikundige Justus von Liebig.
Zuiver sarcosine komt voor als een kristallijne en hygroscopische vaste stof met een zoete smaak. Het is oplosbaar in water. Bij verwarming ontleedt het bij circa 208°C.

## Toepassingen
Uit sarcosine en vetzuren worden biologisch afbreekbare, milde oppervlakteactieve stoffen bereid, zoals N-lauroylsarcosine, oleoylsarcosine of stearoylsarcosine, die onder meer in reinigingsmiddelen, shampoos, hairconditioners en tandpasta gebruikt worden.
Sarcosine zelf is een ingrediënt van sommige huidverzorgingsproducten (huidconditioners).
Er is onderzoek gedaan naar het gebruik van sarcosine bij schizofrenie. Bepaalde onderzoeken lijken te suggereren dat de inname van 2 gram sarcosine per dag, als aanvulling op behandeling met bepaalde antipsychotica (geen clozapine) bij schizofrenie leidt tot een significante afname van de positieve en negatieve symptomen van de ziekte, evenals de neurocognitieve en algemene psychopathologische symptomen die veel voorkomen bij schizofrenie. Sarcosine werd goed verdragen.